# Евангелическо-лютеранская церковь (Ташкент)
Евангелическо-лютеранская церковь («Кирха в Ташкенте») — лютеранская церковь в Ташкенте. Епархия — Евангелическо-Лютеранская Церковь Узбекистана.
Кирха расположена по адресу: Ташкент, ул. Садыка Азимова (бывшая улица Жуковского), 37. Богослужение проходит на немецком и русском языках.

## История строительства

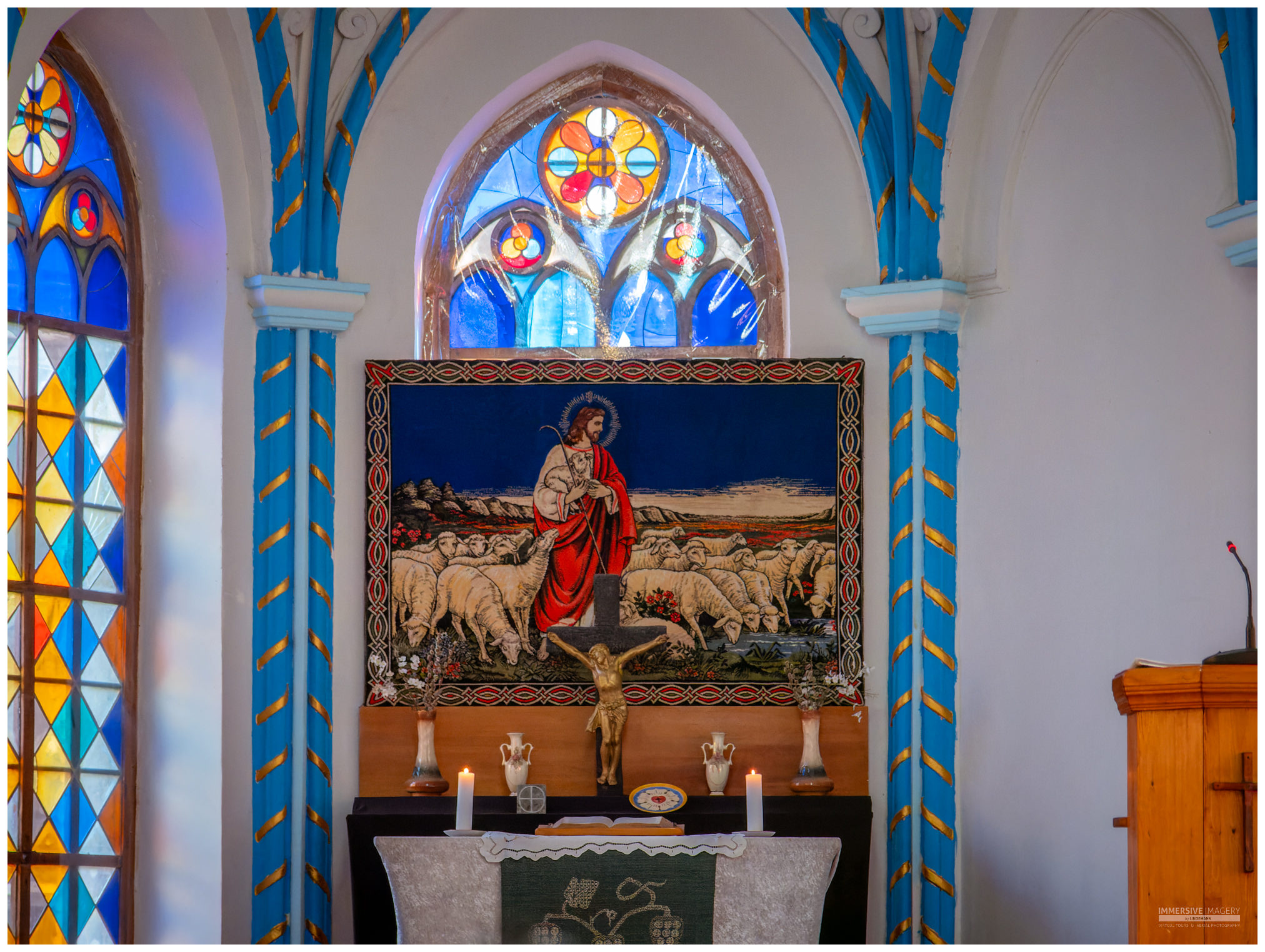

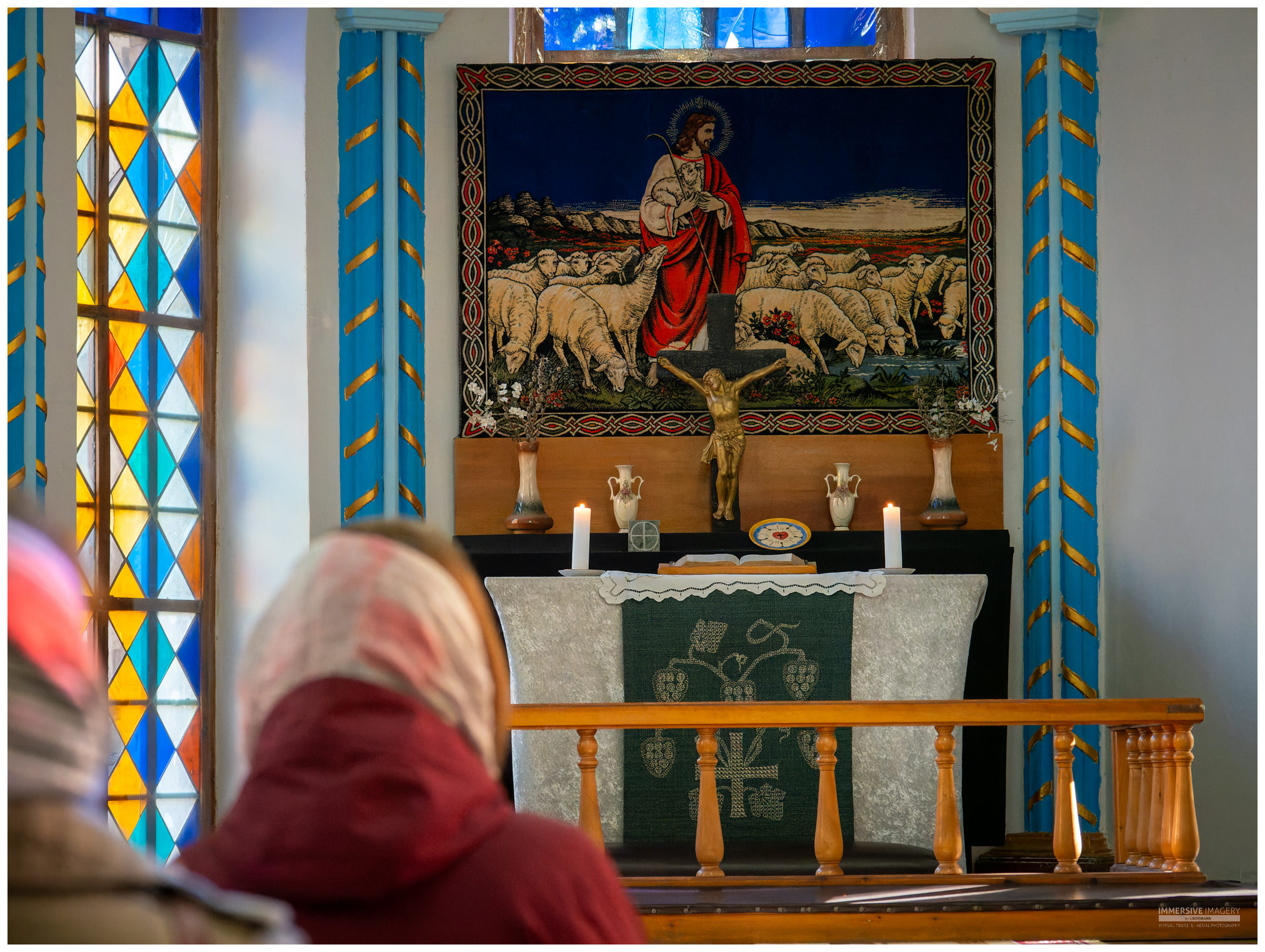

10 октября 1877 года лютеранской общиной Ташкента был создан совет под председательством А. Вайнберга для изыскания средств на открытие прихода и постройки церкви. К 1883 году было собрано достаточно денег для покупки участка и его благоустройства. В 1881 году архитектор А.Л. Бенуа разработал проект и архитектурный план церкви. Однако, позже из-за финансовых сложностей было принято решение изменить месторасположения церкви. 2 мая 1890 года церковный совет купил участок земли с постройками и насаждениями у отставного полковника В.Н. Меньшикова. Алексей Бенуа в сентябре 1891 года скорректировал проект — подготовил новую пояснительную записку. Проект лютеранского прихода в Ташкенте, согласно требованиям церковного совета, был рассчитан на 110-120 прихожан, имел фасад в средневековом стиле — 17 сентября 1891 года этот проект был одобрен техническим советом. Начались подготовительные строительные работы. Уже при закладке фундамента церкви инженером В.С. Гейнцельманом было предложено построить все здание из жженого кирпича. С учетом его веских доводов проект здания был изменен и вновь утвержден 19 ноября 1893 года. К концу 1896 года здание кирхи было уже настолько готово, что в нем можно было совершать церковную службу. Всего общество израсходовало на постройку церкви свыше 15 000 рублей. 3 октября 1896 года было проведено освящение молитвенного дома пастором Юлиусом Юргенсоном. Украшением церкви служил запрестольный образ Распятия Христа работы ученицы И.Н. Крамского, талантливой немецкой художницы Салли фон Кюгельген, подарившей свою картину лютеранскому приходу. 3 октября 1899 года по случаю приезда в Ташкент генерал-суперинтенданта Московского консисториального округа Пауля фон Эверта было решено вновь освятить здание. На церемонию освящения были приглашены генерал-губернатор С.М. Духовской с княгинею Е.И. Голицыной и другие начальствующие лица. Регулярные службы в церкви начались 3 октября 1899 года. 

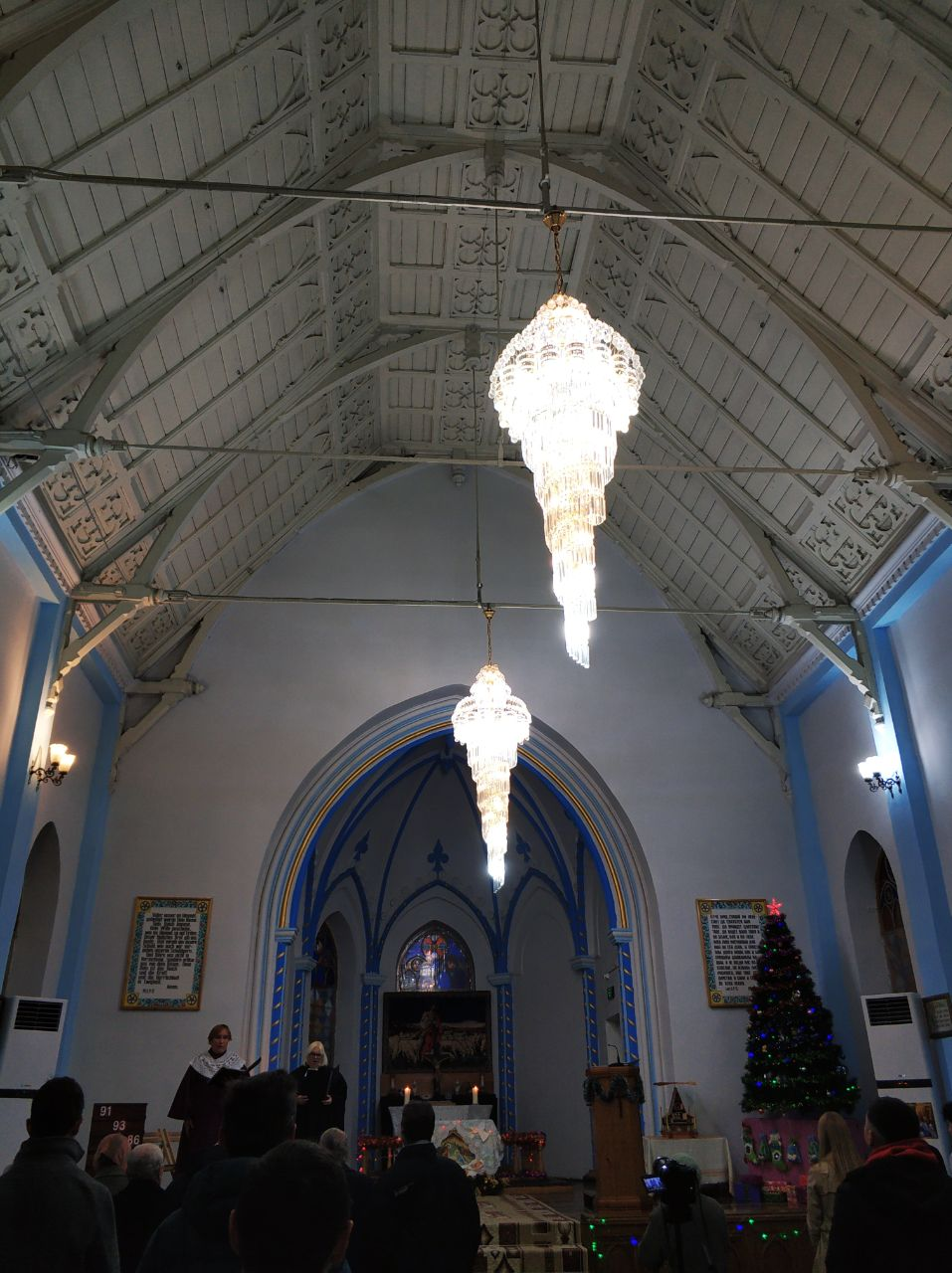
Служба в Кирхе. Сочельник 24 декабря 2022

## Пасторы Юргенсон и Берендс
Первым пастором общины, еще до завершения строительства Кирхи, 26 сентября 1892 года стал Юстус Юргенсон (Юнгерсен, нем. Justus Jürgenssen), уроженец Курляндии (современная Латвия), родившийся в 1864 году в семье потомственного лесничего. В своих воспоминаниях старые лютеране говорят, что пастор Юргенсен после службы, бывало, обсуждал с именитыми прихожанами новости науки и культуры, при этом был весьма интересным собеседником, поскольку был начитан и в полной мере обладал современными взглядами на естественнонаучные и общественные проблемы. Это привлекало к нему интеллектуальную элиту Туркестанского лютеранства. Добрые отношения поддерживал он и с представителями других конфессий. Юргенсон был пастором общины до своей смерти 16 декабря 1932 года.  
После Юнгерсона пастором стал Генрих Генрихович  Берендс,1892 года рождения, уроженец Санкт-Петербурга. Генрих Берендс по тем временам был на редкость высокообразованным человеком. Он имел два высших образования – юридическое и теологическое. До приезда в Ташкент работал в Семинарии проповедников (Prediger-seminar), теологическом образовательном учреждении для подготовки евангелическо-лютеранских священнослужителей в Ленинграде. 25 сентября 1937 года Берендс был арестован, кирха была закрыта, община распалась. 

## Советский период
С 1937 по 1977 гг. в здании располагались в разное время склад, республиканское управление геологии, клуб собаководов, общежитие милиционеров. Здание несколько раз горело. В 1977 году здание было передано ташкентской консерватории и после проведённой реставрации стало использоваться как помещение для оперной студии. Тогда же в здании был установлен орган и стали проводиться концерты органной музыки. 

## В период независимости
3 мая 1993 года здание Кирхи, которому был придан статус памятника архитектуры, охраняемого государством, распоряжением Кабинета Министров Республики Узбекистан, было передано в пользование лютеранской общине «для использования по назначению». 
С 1993 по 2015 год пастором церкви был епископ Корнелий Вибе. 

## Галерея

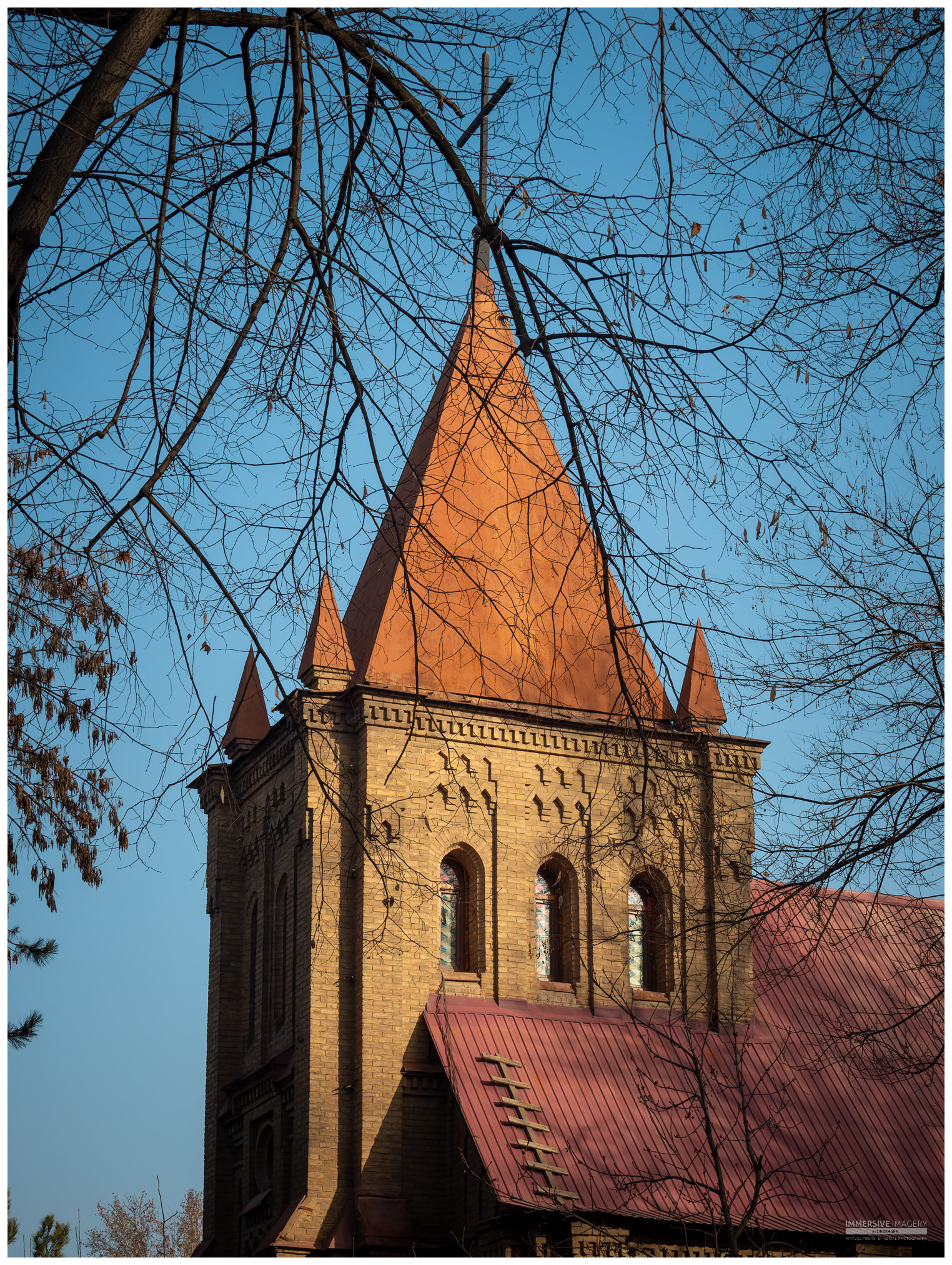
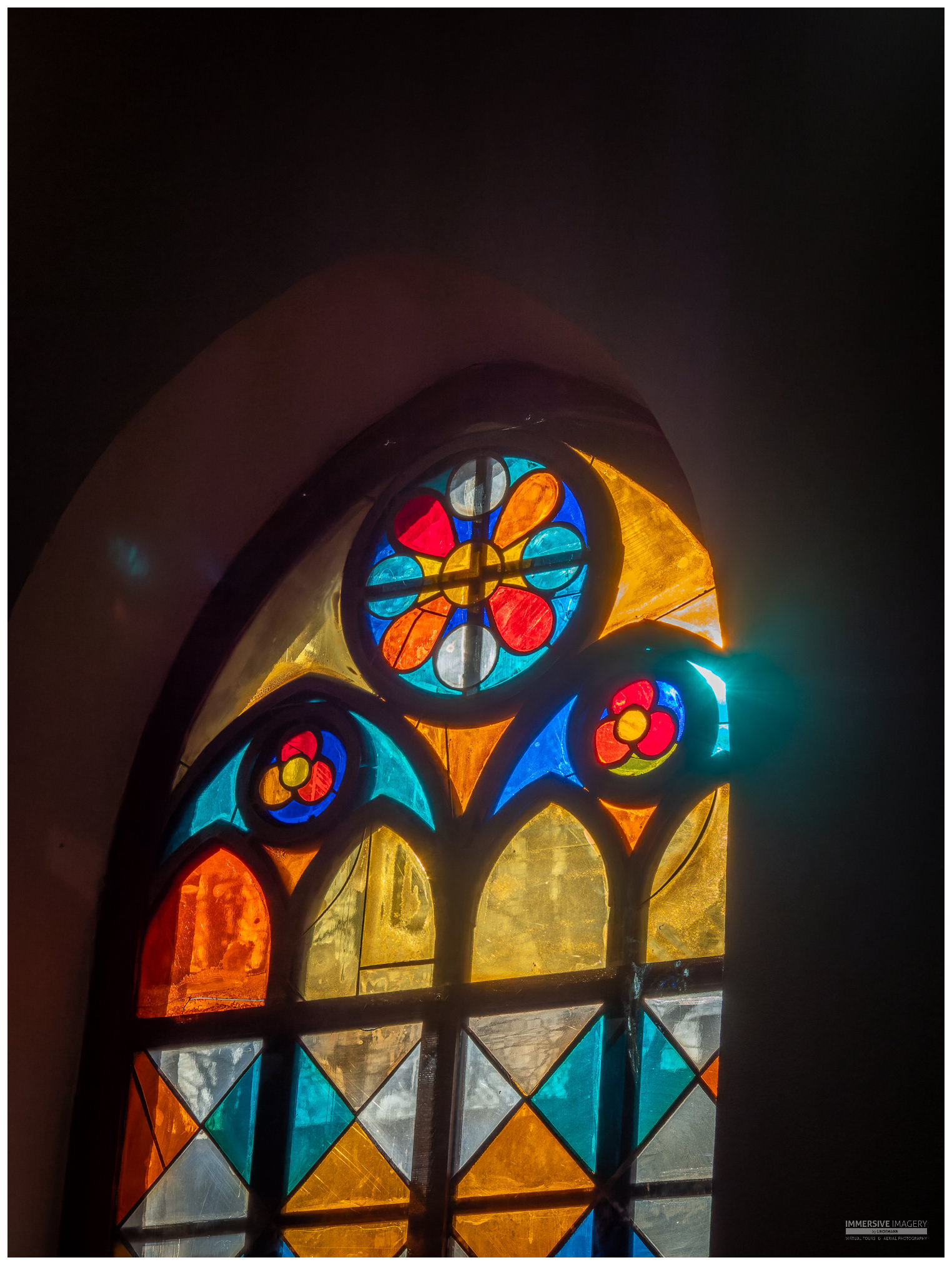
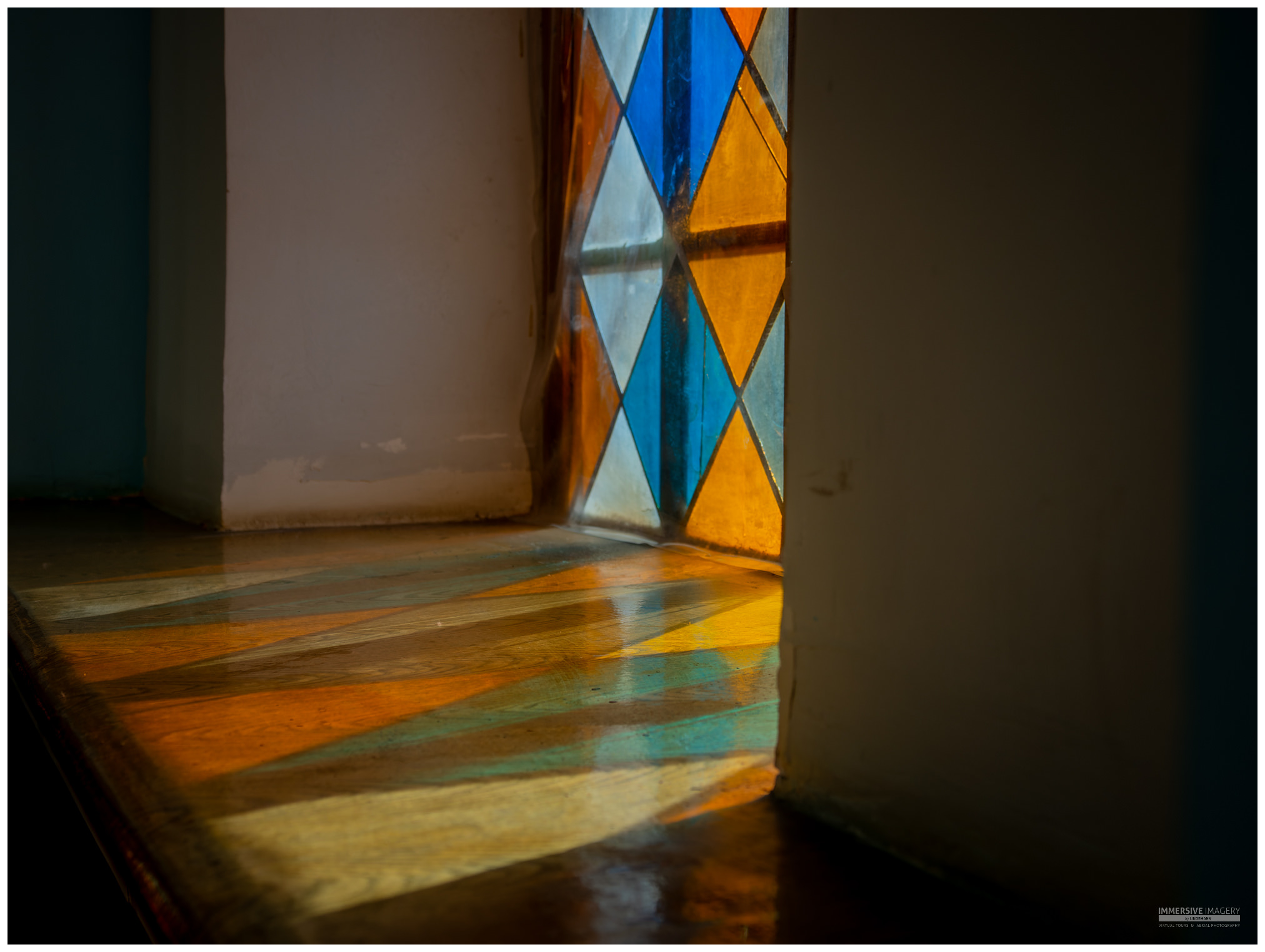